# Economía de la educación

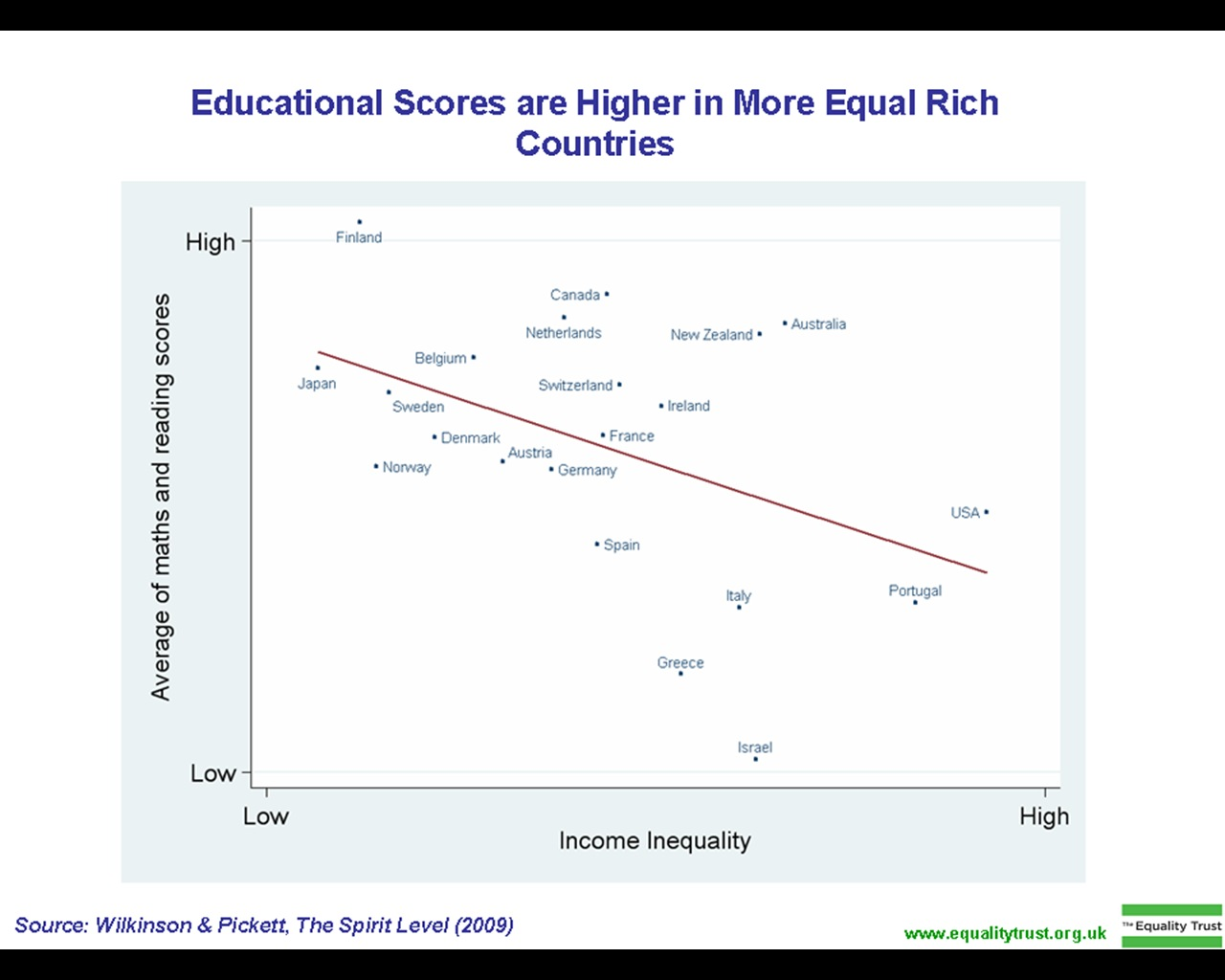
Gráfico que muestra la relación entre la desigualdad económica en una sociedad y el nivel educativo de la misma.

La economía de la educación es el estudio de asuntos económicos relacionados con la educación, incluyendo la demanda de educación, la financiación y provisión de ésta. Desde los primeros trabajos realizados acerca de la relación entre educación y resultados en el mercado de trabajo, el campo de la economía de la educación ha crecido rápidamente para cubrir prácticamente todas las áreas relacionadas con la educación.
La economía de la educación es probablemente una de las ciencias de la educación más nuevas. Si bien siempre es posible encontrar lejanos antecedentes, no es sino a fines de los años 1950 que se constituyó como disciplina autónoma, con un sólido soporte teórico y con el desarrollo de muchos equipos de investigación que han duplicado varias veces la producción científica en ese campo. El soporte teórico inicial fue la teoría del capital humano, que acentúa el aspecto «inversión» de los gastos en educación, que eran antes considerados más bien como un consumo a la vez privado y público.
Como consecuencia se desarrollaron dos tipos de trabajos: por una parte sobre el plano microeconómico, es decir desde el punto de vista de los individuos, se llevaron a cabo en numerosos países investigaciones sobre las tasas de rendimiento de los diferentes niveles de educación. Por otra parte, sobre el plano macroeconómico se buscó medir la contribución de la educación al crecimiento económico. En los dos casos, las verificaciones de las hipótesis emitidas han puesto en evidencia un alto nivel de rentabilidad económica de los gastos en educación.
En un segundo tiempo, la economía de la educación ha cuestionado ciertas hipótesis iniciales, tomando sobre todo en cuenta las aportaciones de la sociología de la educación. Esta, en efecto, había mostrado que las decisiones individuales en materia de educación en general no estaban determinadas por una racionalidad de tipo coste-beneficio: la prosecución de los estudios obedecía a numerosos factores, de los cuales el más importante es, según este enfoque, la clase social a la que pertenecen los individuos y no su libre albedrío como individuos iguales que realizan la elección óptima según sus propios puntos de vista. Siempre según este enfoque, los sistemas educativos actúan de tal manera que «organizan» la reproducción social, es decir, simplifican la transmisión hereditaria de las posiciones de poder socioeconómico. Numerosos trabajos empíricos han confirmado que efectivamente, las tasas de rendimiento de un nivel dado de educación diferían según el origen social pero que los individuos provenientes de clases modestas podían, gracias a la educación, acceder a perfiles edad-ganancia muy superiores a los que hubieran llegado sin educación.
La teoría del capital humano pudo así reintegrar en su modelo la crítica fundamental de la teoría sociológica de la reproducción sustituyéndola por una teoría sociológica de las «discriminaciones» no limitadas a la pertenencia social, sino también extendida a las características étnicas, sexuales u otras, de los individuos. Las discriminaciones son exigencias sociales, que se imponen a los agentes económicos, aun si ellas no son legítimas (eventualmente la ley efectuará la corrección correspondiente) y los individuos en conformidad con la teoría ampliada del capital humano, la optimizan bajo presión.

## Educación como una inversión
La economía distingue, en adición al capital físico, otra forma de capital que no es menos crítico como medio de producción – el capital humano. Con inversiones en capital humano, tal como la educación, tres efectos económicos se esperan:
- Aumento de gastos: dado que la acumulación de capital humano requiere inversiones tanto como las requiere el capital físico.
- Aumento en la productividad: dado que la gente gana características que les permite producir mayor output
- Retornos de inversión en forma de mayores ingresos.

### Costes de inversión
Las inversiones en capital humano acarrean un coste de inversión, como cualquier otra inversión. En los países Europeos, la mayor parte de los gastos en educación provienen del sector público, aunque algunos costos están asumidos también por los individuos. Estas inversiones pueden llegar a ser costosas. Los gobiernos de la UE gastaron entre el 3 y el 8% del PIB en educación en 2005, siendo la media de un 5%. No obstante, medir el gasto únicamente de esta forma subestima los costos debido a que una forma más sutil de costes se ignora completamente: el coste de oportunidad de los salarios como estudiante dado que los estudiantes normalmente no pueden trabajar. Se ha estimado que los costes totales de la educación, incluyendo aquellos de oportunidad, son casi el doble que los costes directos. Puede estimarse que los costes de oportunidad en las inversiones en educación son de alrededor del 10% del PIB en los países de la UE, en 2005. En comparación, las inversiones en capital físico fueron el 20% del PIB. Por ello ambos son de magnitud similar.

### Retornos de la inversión

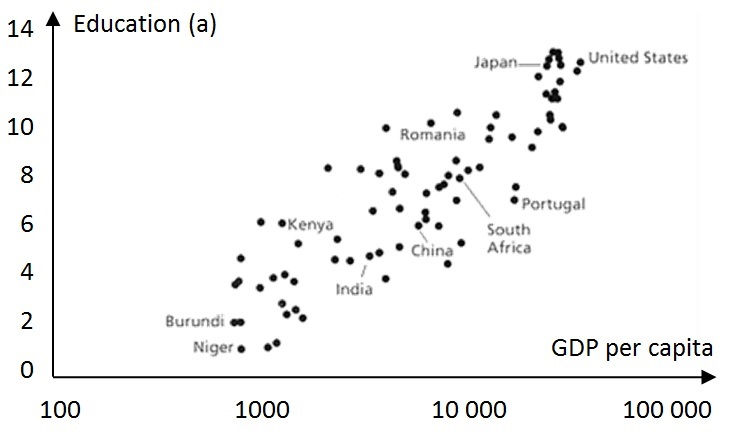
Años medios de escolarización y PIB per cápita (USD 2005).

El capital humano en forma de educación comparte muchas características con el capital físico. Ambos requieren una inversión para ser creados y, ya creados, ambos tienen valor económico. El capital físico ofrece un retorno porque las personas están dispuestas a pagar para usar una pieza de capital físico en el trabajo dado que permite tener mayor output. Para medir el valor productivo del capital físico, podemos medir simplemente cuanto retorno crea en el mercado. En el caso de los retornos del capital humano, calcular los retornos es más complicado – al fin y al cabo, no puede separarse la educación de la persona para ver cuánto retorno ofrece.
Para solucionar este problema, los retornos del capital humano se infieren generalmente de las diferencias de salarios entre personas con niveles diferentes de educación. Hall y Jones han calculado a partir de datos internacionales que, de media, los retornos de la educación son del 13.4% por año para los 4 primeros años de colegio (primer a cuarto curso), 10.1% por año para los siguientes cuatro (quinto a octavo) y del 6.8% para cada año más allá de los 8. Por ello se cree que alguien con 12 años de escolarización puede esperar ingresar, en promedio, 1.1344 × 1.1014 × 1.0684 = 3.161 veces más que alguien sin educación alguna.

### Efectos en la productividad

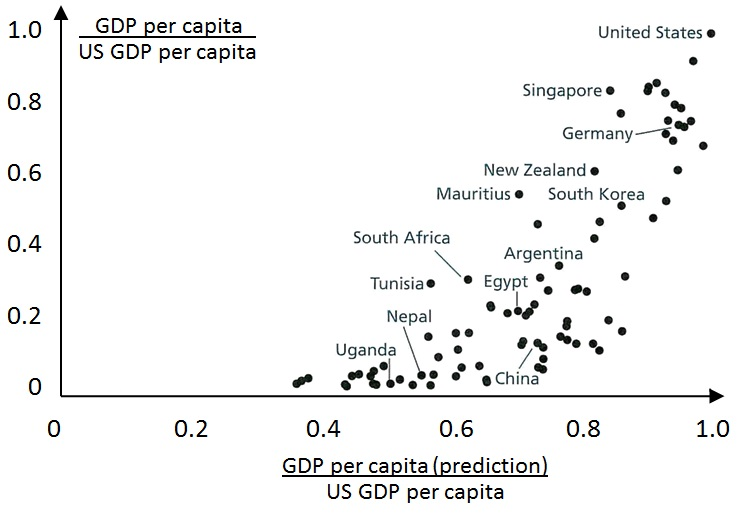
PIB predicho vs real por habitante. La figura muestra cuánto aumento del PIB debería esperarse on the data on average years of schooling

En gran parte de la economía, el efecto del capital humano en los ingresos ha logrado estimarse como algo bastante significativo: el 65% de los salarios en los países desarrollados son retornos del capital humano y solo el 35% al trabajo per se. La mayor productividad de los trabajadores bien educados es uno de los factores que explica los PIB mayores y, por ello, mayores ingresos en los países desarrollados. Se ha observado claramente una fuerte correlación entre el PIB y la educación en los países del mundo, tal y como muestra la imagen. Está menos claro, aun así, qué parte del PIB es explicado por la educación. Después de todo, es también posible que los países ricos simplemente puedan pagarse mayor educación.
Para distinguir la parte del PIB explicada por la educación de otras causas, Weil ha calculado el incremento en el PIB que debería esperarse basándose en los datos de la escolarización promedio. Esto se basó en los cálculos antes mencionados de Hall y Jones en los retornos de la educación. Los PIB predichos por los cálculos de Weil pueden ser trazados frente a los reales, tal y como está hecho en la figura a la izquierda, demostrando que la variación en la educación explica alguna, pero no toda la variación del PIB.
Finalmente, el asunto de las externalidades debe ser considerado. Normalmente, cuando se habla de externalidades, se piensa en los efectos negativos de actividades económicas que no se incluyen en los precios de mercado, tales como la polución. Estas son externalidades negativas. Sin embargo, existen también externalidades positivas – esto es, efectos positivos por los que uno se puede beneficiar sin tener que pagar por ello.
La educación contiene grandes externalidades positivas: darle mayor educación a una persona aumenta no solo su rendimiento, sino también el de aquellos que le rodean. Los trabajadores educados pueden traer nuevas tecnologías, métodos e información para los demás. Pueden enseñar lo aprendido a otros, por ejemplo.
Las externalidades positivas del capital humano son una explicación de por qué los gobiernos están implicados en la educación. Si a las personas se les dejara hacerlo por sí solas, no tomarían en cuenta el beneficio social total de la educación – en otras palabras, el aumento de la producción y salarios de otros –, por lo que la cantidad que escogería sería más baja que el óptimo social.

## Demanda para educación

### Aproximaciones liberales
El modelo dominante para la demanda de educación está basada en la teoría del capital humano. La idea central es que educarse es una inversión en la adquisición de habilidades y conocimientos que incrementarán las ganancias, o proveerán beneficios a largo plazo tales como la apreciación de la literatura (a veces referido como capital cultural). Un aumento en el capital humano puede perseguir el proceso tecnlógico dado que los empleados con conocimientos son demandados debido a la necesidad para sus habilidades, sea para entender el proceso de producción o para operar las máquinas. Estudios de 1958 intentaron calcular los retornos de enseñanzas adicionales (el porcentaje de incremento en el ingreso conseguido con un año adicional de educación). Resultados posteriores intentaron comprobar los retornos diferentes entre personas o por nivel de educación.
Las estadísticas han demostrado que los países con altas tasas de inscripción y graduación han crecido más rápido que aquellos que no.Estados Unidos ha sido líder mundial en avances educativos, comenzando con el high school movement (1910–1950). Parece haber también una correlación entre las diferencias de género en educación y el crecimiento; se ha observado un mayor desarrollo en países que tienen una distribución igual del porcentaje de mujeres versus hombres graduados en secundaria. Cuando se observan las correlaciones en los datos, la educación parece generar crecimiento; aun así, esta relación de causalidad podría ser al revés. Por ejemplo, si la educación se ve como un bien de lujo, podría ser que los hogares más ricos buscan logros educativos como símbolo de estatus, más que como medio para alcanzar una mayor riqueza.
El avance educativo no es la única variable para el crecimiento económico, dado que solo explica el 14% del incremento medio de la productividad del trabajo en el periodo 1915-2005. De la falta de una correlación más significativa entre los logros educativos formales y el crecimiento de la productividad, algunos economistas ven razones para creer que en el mundo de hoy muchas habilidades y capacidades vienen de aprender fuera de la educación tradicional o fuera totalmente de la escolarización.
Un modelo alternativo para la demanda de educación, citado comúnmente como el modelo de screening, que está basado en la teoría de la señalización. La idea central es que la completar exitosamente la educación es una señal de habilidad.

### Crítica marxista
Aunque Marx y Engels no escribieron demasiado acerca de la función social de la educación, sus conceptos y métodos son teorizados y criticados por la influencia de Marx en el uso de la educación como método de reproducción de la sociedad capitalista. Marx y Engels consideraron la escolarización como "revolucionaria" dado que la educación debería servir como propaganda por la lucha de las clases trabajadoras. El paradigma marxista clásico ve la educación como un elemento al servicio del interés del capital y busca modos alternativos que preparen a los estudiantes y ciudadanos para modos de organización social más progresivos y socialistas. Marx y Engels entendieron la educación y el tiempo libre como esencial para desarrollar individuos libres y crear seres humanos multilaterales, por lo que para ellos la educación debería convertirse en una parte más esencial de la vida de las personas, a diferencia de la sociedad capitalista donde está únicamente organizada para el trabajo y la producción de bienes.

## Financiación y provisión
En la mayoría de países, la educación escolar está predominantemente financiada y ofrecida por gobiernos. La financiación y provisión pública también juega un rol importante en la educación superior. Aunque parece haber un alto nivel de consenso en el hecho de que la educación, al menos a nivel escolar, debería ser financiada principalmente por los gobiernos, existe un considerable debate sobre el grado deseable de oferta pública de educación. Los defensores de la educación pública argumentan que fomenta la igualdad de oportunidades y la cohesión social. Los opositores a esta abogan por alternativas tales como los vales.

## Función de producción de la educación
Una función de producción de la educación es una aplicación del concepto económico de una función de producción al campo de la educación. Relaciona varios inputs que afectan el aprendizaje del estudiante (escuelas, familias, compañeros, vecinos, etc.) a outputs medidos, incluyendo el éxito en el mercado de trabajo, asistencia a la universidad, tasas de graduación, y, más frecuentemente, puntuaciones de test estandarizados. El estudio original que terminó por incitar el interés en la idea de una función de producción de la educación fue de un sociólogo, James S. Coleman. El Informe Coleman, publicado en 1966, concluyó que el efecto marginal de varios inputs escolares en los logros del estudiante era pequeño en comparación al impacto de familia y amigos. Trabajos posteriores, por Eric A. Hanushek, Richard Murnane, y otros economistas introdujeron la estructura de "producción" considerando los resultados de aprendizaje del estudiante.
Un largo número de estudios sucesivos, que cada vez involucran a más economistas, han producido resultados inconsistentes acerca del impacto de los recursos escolares en el rendimiento de los estudiantes, dando lugar a controversias considerables en las discusiones sobre políticas. La interpretación de muchos estudios ha sido polémica, en parte porque los descubrimientos han influenciado directamente los debates de políticas. Dos líneas separadas han sido particularmente debatidas. La pregunta general de si añadir fondos a las escuelas produce mejores resultados (el debate de "el dinero no importa") ha entrado en debates legislativos y consideraciones judiciales acerca de los sistemas de financiación escolar. Adicionalmente, las discusiones de políticas acerca de la reducción del tamaño de las clases aumentó el estudio académico de la relación entre tamaño de clase y éxito.

## Lectura recomendada
- Hanushek, Eric (2013). Endangering Prosperity: A Global View of the American School. Brookings Institution. ISBN 978-0-8157-0373-0.
- Hanushek, Eric (2009). Schoolhouses, Courthouses, and Statehouses: Solving the Funding-Achievement Puzzle in America's Public Schools. Princeton University Press. ISBN 978-0-691-13000-2.